# Isra'iliyat
Dans le milieu théologique musulman, on appelle Isra'iliyat (arabe : اسرائیلیات) les récits d'origine juive ou chrétienne, ou en rapport avec les enfants d'Israël , en provenance des gens du Livre en général. Ces sources ont le plus souvent servi à expliquer certains versets du Coran en particulier pour les histoires des prophètes dans l'Ancien Testament. Les compagnons de Mahomet n'ont quasiment jamais accordé d'importance à ces récits, étant donné que Mahomet les a mis en garde contre eux :

« Le peuple du Livre avait l’habitude de réciter la Torah en hébreu et l'expliquait en arabe aux musulmans. Sur ce, l’apôtre d'Allah (Mahomet) a dit: « Ne croyez pas le peuple du Livre ou ne les démentez pas, dites plutôt : "Nous croyons en Dieu, à ce qui nous a été révélé." [réf. souhaitée] »

De même, selon Ibn Taymiyya, du XIVe siècle, le compagnon du prophète, Abdullah ibn Masud, aurait un jour déclaré : « Ne demandez rien aux gens du Livre (en matière d'exégèse du Coran, car étant dans l’erreur ils ne peuvent vous guider. ».
Cependant, avec les conversions de juifs comme Abdullah ibn Salam (fait partie des sahaba), Ka'ab al-Ahbar (en) (fait partie des tabi‘un) et Wahb ibn Munabbih (en), certaines exégèses (Tafsir) du Coran se firent en utilisant entre autres ces récits mais toujours en notant leur provenance. 

Il n'en reste pas moins que même si les narrateurs de ces récits sont considérés comme des narrateurs de confiance par l'ensemble des muhaddithin (spécialistes du hadith) ; au vu des antagonismes politiques entre confessions, les Oulémas ont traditionnellement soigneusement évité d'utiliser ces apports dans les sciences du hadith, à moins qu'ils ne remontent directement à Mahomet ou bien à ses compagnons.
Les sources isra'iliyat sont de trois types :
1. celles considérées comme authentiques car elles sont confirmées par ce qu'a dit Mahomet ;
2. celles pour lesquelles l'on ne se prononce pas car on ne sait pas si elles sont vraies ou fausses ;
3. celles qui ont été rejetées car elles ont été contredites par ce que dit le Coran ou Mahomet au travers des hadiths.